# Ejido Tabasco
Ejido Tabasco är en ort i Mexiko.   Den ligger i kommunen Mexicali och delstaten Baja California, i den nordvästra delen av landet, 2 100 km nordväst om huvudstaden Mexico City. Ejido Tabasco ligger 27 meter över havet och antalet invånare är 1 029.
Terrängen runt Ejido Tabasco är mycket platt. Runt Ejido Tabasco är det ganska tätbefolkat, med 58 invånare per kvadratkilometer. Närmaste större samhälle är San Luis Río Colorado, 18,6 km sydost om Ejido Tabasco. Trakten runt Ejido Tabasco består till största delen av jordbruksmark.